# ラスル・ボキエフ
ラスル・ボキエフ（Rasul Boqiev、タジク語: Расул Боқиев, 1982年9月29日 - ）はタジキスタンの共和国直轄地出身の柔道選手。身長173cm、体重73kg。
タジキスタン史上初のオリンピックメダリストである。

## 人物
2007年の世界選手権73kg級で3位になった。
2008年北京オリンピック男子柔道73kg級で銅メダルを獲得し、全競技を通じてタジキスタンに初の五輪メダルをもたらした。
2012年ロンドンオリンピックでは7位だった

## 主な戦績
- 2003年 - 中央アジア競技大会　2位(66kg級)
- 2005年 - アジア選手権　3位
- 2006年 - ドイツ国際　2位
- 2006年 - アジア大会　3位
- 2007年 - ハンガリー国際　優勝
- 2007年 - アジア選手権　2位
- 2007年 - 世界選手権　3位
- 2008年 - ドイツ国際　3位
- 2008年 - 北京オリンピック　3位
- 2010年 - ワールドカップ・カイロ　　優勝
- 2010年 - アジア大会　3位
- 2011年 - ワールドカップ・ブカレスト　　優勝
- 2011年 - ワールドカップ・アルマトイ　　優勝
- 2012年 - アジア選手権　3位
- 2012年 - ロンドンオリンピック　7位